# Koszty jakości
Koszty jakości (ang. quality costs) – nakłady bądź straty ponoszone przez przedsiębiorstwo w związku z produkcją / oferowaniem, a następnie sprzedażą produktów / usług o określonej jakości.

## Podział kosztów jakości
Istnieje kilka sposobów klasyfikacji kosztów jakości. Do jednych z najczęściej wykorzystywanych sposobów należy
- podział według normy ISO 9004:1994 oraz
- podział w oparciu o filozofię kompleksowego zarządzania jakością (TQM).

### Podział kosztów jakości według normy ISO 9004:1994
W oparciu o normę ISO 9004:1994, koszty jakości są dzielone na dwie podstawowe grupy:
- Koszty wewnętrzne zapewnienia jakości – są to koszty, które są związane z zapewnieniem założonego poziomu jakości produktów / usług, które są ponoszone przed dostarczeniem produktu / usługi klientowi. Obejmują one
  - koszty zgodności (koszty zapewnienia i oceny) oraz
  - koszty niezgodności (koszty błędów wewnętrznych i błędów zewnętrznych).
- Koszty zewnętrzne zapewnienia jakości – są to koszty, które powstają w przypadku, gdy produkt / usługa dostarczona klientowi nie spełnia jego wymagań jakościowych lub koszty związane z zatrudnieniem zewnętrznych podmiotów w celu oceny jakości oferowanych produktów / usług. W uproszczeniu koszty zewnętrzne zapewnienia jakości obejmują koszty prezentacji produktu oraz koszty ocen zgodności przez niezależne ośrodki.

Podział kosztów jakości według normy ISO 9004:1994

### Podział kosztów jakości zgodnie z filozofią TQM
Zgodnie z filozofią kompleksowego zarządzania jakością koszty jakości można podzielić na trzy rodzaje:
- Koszty zgodności – są to koszty ponoszone w celu zapobiegania sytuacjom, w których produkty / usługi nie spełniają założonych norm jakościowych (np. koszty związane z powołaniem w firmie jednostki dedykowanej weryfikacji jakości wytwarzanych produktów).
- Koszty braku zgodności – są to koszty, które są wynikiem zaoferowania klientom produktów / usług poniżej założonego poziomu jakości (np. koszty reklamacji, serwisu i napraw)[3].
- Koszty utraconych możliwości – są to utracone zyski przedsiębiorstwa wynikające z braku zapewnienia odpowiedniej jakości sprzedawanych produktów / usług[1]